# Constitución provisional de la República de China
Después de la victoria en la Revolución de Xinhai de 1911, el Gobierno provisional de la República de China, dirigido por Sun Yat-sen, redactó la Constitución provisional de la República de China (中華民國臨時約法T, 中华民国临时约法S, Zhōnghuá Mínguó línshí yuēfǎP), que era un esbozo de normas básicas con las cualidades de una constitución formal.
El 11 de marzo de 1912, la Constitución provisional reemplazó el anterior esquema organizativo del gobierno y entró en vigor como ley suprema. Más tarde fue reemplazado por un pacto constitucional instituido por Yuan Shikai el 1 de mayo de 1914. Sin embargo, fue restaurado una vez más el 29 de junio de 1916 por el presidente Li Yuanhong.
El Movimiento de Protección de la Constitución lanzado por el Gobierno militar de la República de China en Cantón el 10 de septiembre de 1917 tenía como objetivo "proteger" esta constitución provisional. Sin embargo, como la era de los señores de la guerra dividió el país en facciones en guerra, la constitución provisional fue reemplazada gradualmente por las constituciones emitidas por cada gobierno rival. En el Gobierno de Beiyang, fue reemplazada por la constitución de Cao Kun el 10 de octubre de 1923. En el Gobierno nacionalista, la constitución provisional no fue reemplazada hasta el 1 de junio de 1931, cuando se anunció la Constitución provisional del período de tutela política, aunque la antigua constitución ya rara vez se discutió después del establecimiento del Gobierno nacionalista el 1 de julio de 1925. A partir de 1928, los nacionalistas operaron bajo una ley orgánica que tenía una relación ambigua con la Constitución provisional de 1931, ya que no fue derogada por completo.
La Constitución de la República de China la reemplazó en 1946, poniendo fin al período de tutela.

## Esquema de la constitución
1. El sistema de gobierno era imitar al gabinete francés: el Senado en ese momento quería frenar las ambiciones de Yuan Shikai, y cambiaron el sistema presidencial a un sistema parlamentario para que Yuan se convirtiera en una figura decorativa.
2. Los principios generales debían esbozarse de forma concisa, regulando en principio los elementos fundamentales de la nación.
3. La elección presidencial seguiría celebrándose en el Senado según el esquema organizativo del Gobierno provisional.
4. El sistema judicial era completamente independiente, lo que coincidía con el principio de separación de poderes: la Constitución provisional regulaba que el presidente provisional y el ministro de la Judicatura nombrarían a los jueces por separado. Los juicios debían ser administrados por jueces de forma independiente sin la intervención del gobierno.